# جوسيف أكرمان (أستاذ جامعي)
جوسيف أكرمان هو رائد أعمال سويسري، ولد في 7 فبراير 1948 في Walenstadt ‏ في سويسرا.

## وصلات خارجية
- جوسيف أكرمان على موقع IMDb (الإنجليزية)
- جوسيف أكرمان على موقع مونزينجر (الألمانية)
- جوسيف أكرمان على موقع إن إن دي بي (الإنجليزية)

قالب:رؤساء تنفيذيون لديوتشه بانك